# Twickenham Stadium
Twickenham Stadium er et rugby-stadion i Twickenham i bydelen Richmond upon Thames i London, England. Stadionet er Englands nationalstadion for rugby union. Med en kapacitet på 75.000 er det i dag Storbritanniens tredje største stadion. (Kun slået af nyligt udvidede Old Trafford i Manchester og Wembley Stadium) Arbejde med ombygning af South Stand-tribunen er i gang. Dette vil øge tilskuerkapaciteten til 82.000.

## Historie
Det engelske rugby union-forbund, Rugby Football Union, købte området i 1907. Den første kamp på banen var et opgør mellem Harlequins og Richmond den 2. oktober 1909. Den første landskamp blev spillet på banen den 15. januar 1910, mellem England og Wales. På det tidspunkt var tilskuerkapaciteten 20.000.
I 1991 blev finalen i VM i rugby spillet på Twickenham. Australien slog England 12-6.
Twickenham Stadium er blevet ombygget flere gange, senest i 1981 og 1995. I dag huser stadionet flere restauranter og butikker, et rugby-museum og kontorene til det engelske rugby union-kontor. I tillæg til rugby bliver stadionet også brugt til koncerter.